# Marinens Flyvebaatfabrikk
La Marinens Flyvebaatfabrikk - Fabbrica di navi volanti della Marina - fu il principale produttore di aerei per la Marinens Flyvevesen, il servizio di aviazione di marina della Kongelige Norske Sjøforsvaret, la marina militare della Norvegia.
Aveva sede a Horten, nei pressi di Oslo.

## Storia
Insieme alla Kjeller Flyfabrikk era uno dei due costruttori di aeromobili del paese.
Il primo aereo, un Rumpler Taube a due posti, giunse in Norvegia dalla Germania il 1º agosto 1912 e nel 1913 venne trasformato in idrovolante dalla neonata fabbrica.
Nel 1914 venne donato da Roald Amundsen un Farman MF.7, un aereo del costruttore aereo francese Maurice Farman che divenne la base per il primo aereo prodotto dall'azienda, l'MF1.
Nel maggio del 1915 fu formalmente istituita la fabbrica.
Nel periodo 1914-1940 vennero costruiti svariati tipi di aeromobili gli MF1, MF2, MF3, MF4, MF5, MF6, MF7, MF8, MF9, MF10, MF11 e MF12 sotto la direzione dello stabilimento di Johan Hover.
Vennero inoltre costruiti su licenza altri aerei di vari costruttori di aeromobili europei, come la Sopwith e la Hansa-Brandenburg.
Nel 1938 l'azienda arrivò ad avere 86 dipendenti.
Durante la Seconda guerra mondiale, gli impianti vennero ampliati dai tedeschi per la manutenzione dei loro velivoli e di fatto la produzione di aerei cessò nel 1940.
Dopo la guerra, gli stabilimenti vennero rinominati Horten Aircraft continuando la manutenzione degli aerei dell'Aeronautica Norvegese.
Nel 1965, furono posti sotto il controllo della Marina, che però iniziò una graduale riduzione delle attività di circa il venti per cento ogni anno, fino alla chiusura definitiva che avvenne nel 1972.

## Aerei prodotti

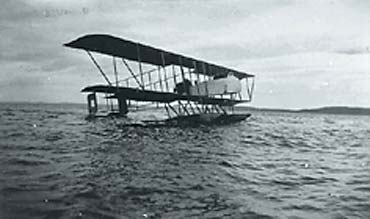
L' M.F. 1 - il primo aereo prodotto dalla Marinens Flyvebaatfabrikk.

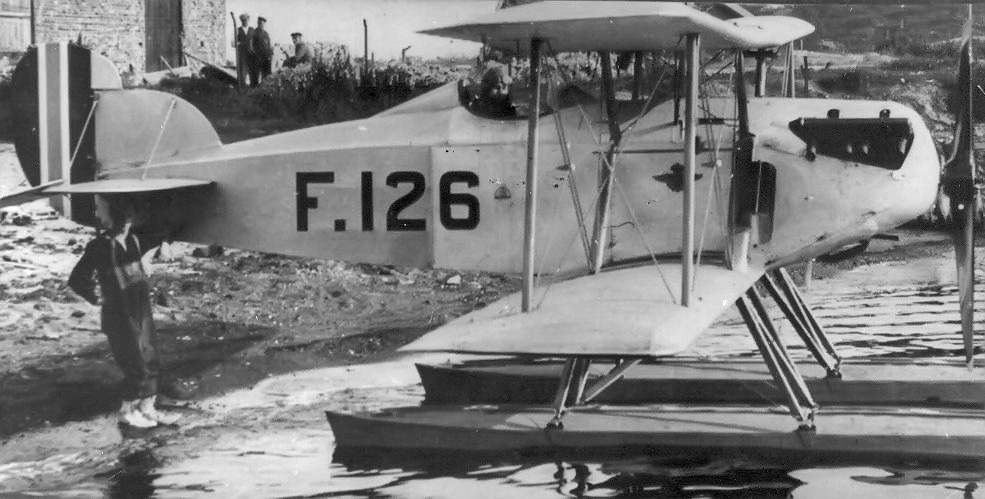
Il caccia idrovolante M.F.9.

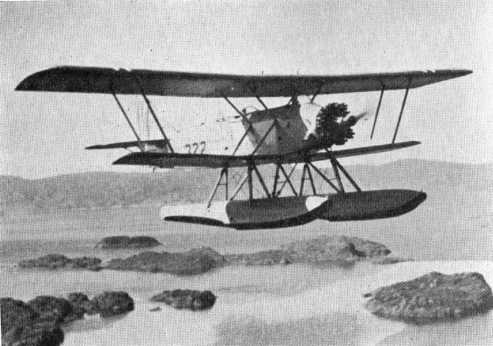
L' M.F.11 - l'ultimo aereo prodotto dalla Marinens Flyvebaatfabrikk.

La Marinens produsse un totale di 120 aerei dal 1915 al 1940 tra cui in prevalenza idrovolanti.

### Modelli
- M.F.1, un idrovolante derivato dal Maurice Farman tipo 1914, prodotto in sei esemplari.
- M.F.2, poteva trasportare 50 kg di mine o bombe, una radio e una mitragliatrice.
- M.F.3, il primo aereo della RNoN equipaggiato di siluri.
- M.F.4, il primo aereo costruito espressamente come addestratore.
- M.F.5, il primo aereo norvegese con elica traente.
- M.F.6. un addestratore, l'ultimo con elica spingente prodotto dalla fabbrica.
- M.F.7, addestratore.
- 8 M.F.8, addestratore.
- 10 M.F.9, caccia.
- 4 M.F.10, addestratore.
- 29 M.F.11, ricognitore.
- 1 M.F.12, addestratore.

### Aerei costruiti su licenza
- 8 Sopwith Baby costruiti su licenza.
- 7 Douglas DT-2B/C costruiti su licenza.
- Hansa-Brandenburg Make costruito su licenza basandosi sull'Hansa-Brandenburg W.33
  - 6 Make I
  - 24 Make II
  - 11 Make III costruiti presso la Kjeller Flyfabrikk e conosciuti come Kjeller F.F.8 "Make" III.